# Mon Town
Mon Town es una ciudad situada en el distrito de Mon en el estado de Nagaland (India). Su población es de 26328 habitantes (2011). Se encuentra a 357 km de Kohima. 

## Demografía
Según el censo de 2011 la población de Mon Town era de 26328 habitantes, de los cuales 13733 eran hombres y 12595 eran mujeres. Mon Town tiene una tasa media de alfabetización del 85,97%, superior a la media estatal del 79,55%: la alfabetización masculina es del 87,76%, y la alfabetización femenina del 84,01%.